# Logarithme intégral

Courbe du logarithme intégral.

En mathématiques, la fonction logarithme intégral li est une fonction spéciale définie pour tout nombre réel strictement positif  x ≠ 1 par l'intégrale :
où ln désigne le logarithme népérien.
La fonction {\displaystyle t\mapsto 1/\ln(t)} n'est pas définie en t = 1, et l'intégrale pour x > 1 doit être interprétée comme la valeur principale de Cauchy :
{\displaystyle {\rm {li}}(x)=\lim _{\varepsilon \to 0}\left(\int _{0}^{1-\varepsilon }{\frac {\mathrm {d} t}{\ln(t)}}+\int _{1+\varepsilon }^{x}{\frac {\mathrm {d} t}{\ln(t)}}\right).}

## Équivalent à l'infini
Quand x tend vers +∞, on a l'équivalence
{\displaystyle {\rm {li}}(x)\sim {x \over \ln(x)},}
c'est-à-dire que
{\displaystyle \lim _{x\to +\infty }{\rm {li}}(x)\cdot {\frac {\ln(x)}{x}}=1.}
D'après le théorème des nombres premiers, la fonction de compte des nombres premiers π(x) est équivalente à x/ln(x), donc à li(x), qui en fournit par ailleurs une meilleure approximation.

## Propriétés
La fonction li est liée à  l'exponentielle intégrale Ei  par la relation li(x) = Ei (ln (x)) pour tout nombre réel strictement positif x ≠ 1. Ceci mène aux développements en séries de li(x), comme :
{\displaystyle {\rm {pour}}\;u\neq 0\;,\quad {\rm {li}}(\mathrm {e} ^{u})={\rm {Ei}}(u)=\gamma +\ln |u|+\sum _{n=1}^{\infty }{u^{n} \over n\cdot n!},}
où γ ≈ 0,577 est la constante d'Euler-Mascheroni.
On en déduit le développement au voisinage de 1 du logarithme intégral : {\displaystyle \mathrm {li} (1+u)=\mathrm {Ei} (\ln(1+u))=\ln |u|+\gamma +{\frac {1}{2}}u+o(u)}.
La fonction li a une seule racine, elle se trouve en x ≈ 1,451 ; ce nombre est connu comme étant la constante de Ramanujan-Soldner.

## Fonction d'écart logarithmique intégral
La fonction d'écart logarithmique intégral est une fonction spéciale Li(x) très similaire à la fonction logarithme intégral, définie de la façon suivante :
Une valeur approchée de li(2) est 1,045 163 8,, alors que Li(2) = 0.
On peut montrer à l'aide d'intégrations par parties successives que, pour tout entier n, on a le développement asymptotique suivant à l'infini de Li (donc aussi de li) :
{\displaystyle {\rm {Li}}(x)={\frac {x}{\ln x}}\sum _{k=0}^{n}{\frac {k!}{(\ln x)^{k}}}+o\left({\frac {x}{(\ln x)^{n+1}}}\right).}
Pour n = 0, on retrouve l'équivalent ci-dessus.

## Signification en théorie des nombres
Comme dit dans la section « Équivalent », le théorème des nombres premiers établit que:
{\displaystyle \pi (x)\sim \operatorname {li} (x)}
où {\displaystyle \pi (x)} exprime la quantité de nombres premiers inférieurs à {\displaystyle x}.
Avec l'hypothèse de Riemann, l'estimation suivante plus forte est possible :
{\displaystyle \operatorname {li} (x)-\pi (x)=O({\sqrt {x}}\log x)}
Pour des petits {\displaystyle x}, {\displaystyle \operatorname {li} (x)>\pi (x)}, mais on sait, indépendamment de l'hypothèse de Riemann, que cette différence change de signe un nombre infini de fois quand {\displaystyle x} augmente. La première occurrence devrait survenir au voisinage de 1,4 × 10316.